# Milan Pavlović (offensive lineman)
Milan Pavlović (11 febbraio 1991) è un giocatore di football americano serbo, che gioca nel ruolo di offensive lineman per i Kragujevac Wild Boars.
Ha rappresentato la nazionale serba in competizioni europee tra il 2021 e il 2022.

## Carriera
Pavlović ha iniziato la sua carriera con i Kragujevac Wild Boars. Nel 2021 e 2022, Pavlović è stato selezionato per la nazionale serba, partecipando alle qualificazioni europee dell'IFAF. Durante queste competizioni, ha fatto parte di una linea offensiva considerata tra le più imponenti d'Europa.